# Petar Velikov
Petar Velikov, bolgarski šahovski velemojster, * 1951, Bolgarija.